# Ефективност на Парето
Ефективност на Парето или оптималност на Парето е концепция в икономиката с приложения в теория на игрите, инженерните и социалните науки. Терминът е по името на Вилфредо Парето, италиански икономист, който използва концепцията в неговите изследвания на икономическата ефективност и разпределение на приходите.
При дадени алтернативни разпределения на ресурсите и определен брой участници, ако не е възможно действие, при което пазарното положение на поне един участник да се подобри, без това да доведе до влошаване на пазарното положение на друг негов конкурент, това се нарича „ефективност на Парето“ или ефективност на разпределението. „Ефективността на Парето“ е всъщност икономическата ефективност, която се различава от техническата. За техническа ефективност в икономиката се говори, когато при пълна заетост и потенциален обем на производството, нарастването на произведените количества от дадена стока стават винаги за сметка на произведените количества от друга стока. Фундаменталният икономически проблем "Как да се произвежда?" се свежда до постигане на техническата и икономическа ефективност, пълна заетост на ресурсите и потенциален обем на производството.